# Capistrocardia fragilis
Capistrocardia fragilis is een uitgestorven tweekleppigensoort (klasse Bivalvia) uit de familie van de Pharidae. De wetenschappelijke naam van de soort werd in 1887 gepubliceerd door Ralph Tate.